# Навлак
Навлакът или шариаж представлява контракционно разломно нарушение с наклон на разломната повърхнина по-малък от 45 градуса.
В Алпите са установени навлаци с дължина 120 km, а в Урал – 50 km. Неподвижната основа, върху която се хлъзга навлакът, се нарича автохтон, а комплексът от пластове, които са били навлечени – алохтон, който образува т.нар. покривна плоча. В нея се различават следните части: чело на навлака, което представлява мястото, докъдето е стигнал навлакът и корен на навлака – мястото от което е започнал. Под действието на комплекса на екзогенни сили навлаците може да бъдат разчленени и да образуват на отделни места тектонски прозорци, в които се наблюдава строежът както на алохтона, така и на автохтона. Напълно отчленени части от навлак се наричат тектонски клипи. Понеже тези части от навлака са изцяло несвойствени за дадена геоложка област, те се наричат още екзотични скали.
Навлаци се формират в зоните на субдукция, където по-тежката океанска земна кора се подпъхва под континенталната или в зоните на колизия, където се сблъскват две континентални литосферни плочи.